# Пољска на Европском првенству у атлетици на отвореном 2014.
Пољска је учествовала на 22. Европском првенству у атлетици на отвореном 2014. одржаном у Цириху од 12. до 17. августа. Ово је било двадесет друго европско првенство на отвореном Пољске, односно учествовала је на свим првенствима до данас. Репрезентацију Пољске представљало је 61 спортиста (40 мушкараца и 21 жена) који су се такмичили у 33 дисциплине (19 мушких и 14 женских).
На овом првенству Пољска је била шеста по броју освојених медаља са 12 медаља, 2 златне, 5 сребрних и 5 бронзаних. Поред тога оборен је један рекорд европског првенства, остварен је један најбољи светски и европски резултат сезоне, оборена су два национална рекорда, оборена су седам лична рекорда, остварена су три национална и седам најбоља лична резултата сезоне. У табели успешности према броју и пласману такмичара који су учествовали у финалним такмичењима (првих 8 такмичара) Пољска је са 27 учесника у финалу заузело 5. место са 132 бода.
| Пл. | Земља  | 1. место | 2. место | 3. место | 4. место | 5. место | 6. место | 7. место | 8. место | Бр. фин. | Бодови |
| --- | ------ | -------- | -------- | -------- | -------- | -------- | -------- | -------- | -------- | -------- | ------ |
| 5.  | Пољска | 2-16     | 5-35     | 5-30     | 4-20     | 4-16     | 3-9      | 2-4      | 2-2      | 27       | 132    |

## Учесници
| Мушкарци: - Роберт Кубачик — 100 м, 4 х 100 м - Карол Залевски — 200 м, 4 х 100 м - Лукаш Кравчук — 400 м, 4 х 400 м - Рафал Омелко — 400 м, 4 х 400 м - Јакуб Кжевина — 400 м, 4 х 400 м - Марћин Левандовски — 800 м - Артур Кучјапски — 800 м - Адам Кшчот — 800 м - Blazej Brzezinski — Маратон - Marcin Chabowski — Маратон - Јаред Шегумо — Маратон - Хенрик Шост — Маратон - Артур Нога — 110 м препоне - Доминик Бохенек — 110 м препоне - Патрик Добек — 400 м препоне - Кристијан Залевски — 3.000 м препреке - Матеуш Демчишак — 3.000 м препреке - Адам Павловски — 4 х 100 м - Даријуш Кућ — 4 х 100 м - Kamil Masztak — 4 х 100 м - Каспер Козловски — 4 х 400 м - Michal Pietrzak — 4 х 400 м - Andrzej Jaros — 4 х 400 м - Рафал Федичински — 20 км ходање - Rafal Augustyn — 50 км ходање - Лукаш Новак — 50 км ходање - Грегорж Судол — 50 км ходање - Wojciech Theiner — Скок увис - Павел Војћеховски — Скок мотком - Пјотр Лисек — Скок мотком - Роберт Собера — Скок мотком - Томаш Јашчук — Скок удаљ - Адријан Стшалковски — Скок удаљ - Јакуб Шишковски — Бацање кугле - Томаш Мајевски — Бацање кугле - Роберт Урбанек — Бацање диска - Пјотр Малаховски — Бацање диска - Шимон Зјолковски — Бацање кладива - Павел Фајдек — Бацање кладива - Лукаш Гжешчук — Бацање копља | Жене: - Патрицја Вићшкјевич — 400 м, 4 х 400 м - Малгожата Холуб — 400 м, 4 х 400 м - Јустина Свјенти — 400 м, 4 х 400 м - Ангелика Ћихоцка — 800 м - Јоана Јозвик — 800 м - Рената Плиш — 1.500 м - Рената Пилс — 5.000 м - Каролина Јажињска — 10.000 м - Катажина Ковалска — 3.000 м препреке - Каролина Колечек — 100 м препоне - Joanna Linkiewicz — 400 м препоне, 4 х 400 м - Iga Baumgart — 4 х 400 м - Агата Беднарек — 4 х 400 м - Паулина Бузјак — 20 км ходање - Агњешка Дигач — 20 км ходање - Камила Лићвинко — Скок увис - Јустина Каспжицка — Скок увис - Ана Јагаћак — Троскок - Јоана Фјодоров — Бацање кладива - Анита Влодарчик — Бацање кладива - Каролина Тимињска — Седмобој |  |

## Освајачи медаља (12)

### Злато (2)
| - Адам Кшчот — 800 м | - Анита Влодарчик — Бацање кладива |

### Сребро (5)
- Артур Кучјапски — 800 м
- Јаред Шегумо — Маратон
- Кристијан Залевски — 3.000 м препреке
- Павел Војћеховски — Скок мотком
- Павел Фајдек — Бацање кладива

### Бронза (5)
| - Рафал Омелко, Каспер Козловскиј, Лукаш Кравчук, Јакуб Кжевинај, Michal Pietrzak, Andrzej Jaros — 4 x 400 м - Томаш Мајевски — Бацање кугле - Роберт Урбанек — Бацање диска | - Јоана Јозвик — 800 м - Јоана Фјодоров — Бацање кладива |

## Резултати

### Мушкарци
| Атлетичар           | Дисциплина       | Лични рекорд | Квалификације      | Квалификације      | Полуфинале           | Полуфинале           | Финале                | Финале       | Детаљи |
| Атлетичар           | Дисциплина       | Лични рекорд | Резултат           | Место              | Резултат             | Место                | Резултат              | Место        | Детаљи |
| ------------------- | ---------------- | ------------ | ------------------ | ------------------ | -------------------- | -------------------- | --------------------- | ------------ | ------ |
| Роберт Кубачик      | 100 м            | 10,35        | 10,45              | 5. у гр. 4         | Није се квалификовао | Није се квалификовао | Није се квалификовао  | 26 / 36 (37) |        |
| Карол Залевски      | 200 м            | 20,41        | 20,76 кв           | 4. у гр. 3         | 20,52 кв             | 4. у гр. 2           | 20,58                 | 8 / 31 (32)  |        |
| Лукаш Кравчук       | 400 м            | 45,65        | 45,92 КВ           | 3. у гр. 1         | 46,24                | 5. у гр. 2           | Нису се квалификовали | 16 / 40      |        |
| Рафал Омелко        | 400 м            | 45,66        | 46,10 кв           | 5. у гр. 2         | 46,69                | 7. у гр. 1           | Нису се квалификовали | 21 / 40      |        |
| Јакуб Кжевина       | 400 м            | 45,11        | 45,68 КВ           | 1. у гр. 3         | 45,47 кв             | 4. у гр. 3           | 45,52                 | 4 / 40       |        |
| Марћин Левандовски  | 800 м            | 1:43,79      | 1:47,83 КВ         | 1. у гр. 1         | 1:47,14 КВ           | 2. у гр. 2           | 1:45,78               | 5 / 34       |        |
| Артур Кучјапски     | 800 м            | 1:46,04      | 1:47,45 КВ         | 2. у гр. 2         | 1:46,05 КВ           | 2. у гр. 1           | 1:44,89 ЛР            |              |        |
| Адам Кшчот          | 800 м            | 1:43,30      | 1:47,92 КВ         | 1. у гр. 3         | 1:47,12 КВ           | 1. у гр. 2           | 1:44,15 ЛРС           |              |        |
| Blazej Brzezinski   | Маратон          | 2:12:17      |                    |                    |                      |                      | 2:25:17               | 43 / 50 (72) |        |
| Marcin Chabowski    | Маратон          | 2:10:17      | Није завршио трку  | Није завршио трку  |                      |                      |                       |              |        |
| Јаред Шегумо        | Маратон          | 2:10:34      | 2:12:00            |                    |                      |                      |                       |              |        |
| Хенрик Шост         | Маратон          | 2:07:39 НР   | Није завршио трку  | Није завршио трку  |                      |                      |                       |              |        |
| Артур Нога          | 110 м препоне    | 13,26 НР     | 13,44 КВ, ЛРС      | 2. у гр. 1         | 13,39 кв, ЛРС        | 5. у гр. 2           | 14,25                 | 6 / 30 (32)  |        |
| Доминик Бохенек     | 110 м препоне    | 13,44        | 13,66              | 5. у гр. 3         | Није се квалификовао | Није се квалификовао | Није се квалификовао  | 21 / 30 (32) |        |
| Патрик Добек        | 400 м препоне    | 49,52        | 49,73 КВ           | 2. у гр. 3         | 49,13 ЛР             | 3. у гр. 1           | Није се квалификовао  | 9 / 36       |        |
| Кристијан Залевски  | 3.000 м препреке | 8:16,20      | 8:35,44 КВ         | 1. у гр. 1         |                      |                      | 8:27,11               |              |        |
| Матеуш Демчишак     | 3.000 м препреке | 8:22,38      | 8:31,62 КВ         | 1. у гр. 1         | 8:34,32              | 10 / 27 (28)         |                       |              |        |
| Адам Павловски      | 4 х 100 м        | 38,31 НР     | 38,75 кв           | 1. у гр. 2         | 38,85                | 6 / 15 (16)          |                       |              |        |
| Даријуш Кућ         | 4 х 100 м        | 38,31 НР     | 38,75 кв           | 1. у гр. 2         | 38,85                | 6 / 15 (16)          |                       |              |        |
| Kamil Masztak       | 4 х 100 м        | 38,31 НР     | 38,75 кв           | 1. у гр. 2         | 38,85                | 6 / 15 (16)          |                       |              |        |
| Карол Залевски²     | 4 х 100 м        | 38,31 НР     | 38,75 кв           | 1. у гр. 2         | 38,85                | 6 / 15 (16)          |                       |              |        |
| Роберт Кубачик²*    | 4 х 100 м        | 38,31 НР     | 38,75 кв           | 1. у гр. 2         | 38,85                | 6 / 15 (16)          |                       |              |        |
| Рафал Омелко²       | 4 х 400 м        | 2:58,06 НР   | 3:03,52 КВ, НРС    | 2. у гр. 2         | 2:59,85 НРС          |                      |                       |              |        |
| Каспер Козловски²   | 4 х 400 м        | 2:58,06 НР   | 3:03,52 КВ, НРС    | 2. у гр. 2         | 2:59,85 НРС          |                      |                       |              |        |
| Лукаш Кравчук²      | 4 х 400 м        | 2:58,06 НР   | 3:03,52 КВ, НРС    | 2. у гр. 2         | 2:59,85 НРС          |                      |                       |              |        |
| Јакуб Кжевина²      | 4 х 400 м        | 2:58,06 НР   | 3:03,52 КВ, НРС    | 2. у гр. 2         | 2:59,85 НРС          |                      |                       |              |        |
| Michal Pietrzak*    | 4 х 400 м        | 2:58,06 НР   | 3:03,52 КВ, НРС    | 2. у гр. 2         | 2:59,85 НРС          |                      |                       |              |        |
| Andrzej Jaros*      | 4 х 400 м        | 2:58,06 НР   | 3:03,52 КВ, НРС    | 2. у гр. 2         | 2:59,85 НРС          |                      |                       |              |        |
| Рафал Федичински    | 20 км ходање     | 1:20:18      |                    |                    |                      |                      | 1:24:28               | 16 / 28 (34) |        |
| Rafal Augustyn      | 50 км ходање     | 3:45:32      | 3:48:15            | 9 / 26 (35)        |                      |                      |                       |              |        |
| Лукаш Новак         | 50 км ходање     | 3:42:47      | Нису завршили трку | Нису завршили трку |                      |                      |                       |              |        |
| Грегорж Судол       | 50 км ходање     | 3:41:20      | Нису завршили трку | Нису завршили трку |                      |                      |                       |              |        |
| Wojciech Theiner    | Скок увис        | 2,32         | 2,23 кв            | 2. у гр. Б         |                      |                      | 2,26                  | 10 / 23      |        |
| Павел Војћеховски   | Скок мотком      | 5,91 НР      | 5,50 кв            | 6. у гр. А         | 5,70                 |                      |                       |              |        |
| Пјотр Лисек         | Скок мотком      | 5,82         | 5,50 кв            | 7. у гр. Б         | 5,65                 | 6 / 21 (29)          |                       |              |        |
| Роберт Собера       | Скок мотком      | 5,65         | 5,50 кв            | 5. у гр. Б         | Без пласмана         | Без пласмана         |                       |              |        |
| Томаш Јашчук        | Скок удаљ        | 8,15         | 7,83 кв            | 3. у гр. А         | 8,07                 | 7 / 29 (30)          |                       |              |        |
| Адријан Стшалковски | Скок удаљ        | 8,02         | 7,81 кв            | 6. у гр. А         | 7,63                 | 12 / 29 (30)         |                       |              |        |
| Јакуб Шишковски     | Бацање кугле     | 20,32        | 19,46              | 8. у гр. А         | Није се квалификовао | 18 / 23              |                       |              |        |
| Томаш Мајевски      | Бацање кугле     | 21,95 НР     | 20,50 КВ           | 2. у гр. Б         | 20,83                |                      |                       |              |        |
| Роберт Урбанек      | Бацање диска     | 66,93        | 63,91 кв           | 3. у гр. А         | 63,81                |                      |                       |              |        |
| Пјотр Малаховски    | Бацање диска     | 71,84 НР     | 64,98 КВ           | 1. у гр. Б         | 63,54                | 4 / 26 (30)          |                       |              |        |
| Шимон Зјолковски    | Бацање кладива   | 83,38 НР     | 74,93 кв           | 4. у гр. А         | 78,41 ЛРС            | 5 / 21 (22)          |                       |              |        |
| Павел Фајдек        | Бацање кладива   | 82,37        | 77,45 кв           | 1. у гр. Б         | 82,05                |                      |                       |              |        |
| Лукаш Гжешчук       | Бацање копља     | 84,77        | 77,74              | 8. у гр. Б         | Није се квалификовао | 13 / 30 (32)         |                       |              |        |

- Такмичари у штафети обележени звездицом трчали су у квалификацијама или су били резерва, а такмичари који су обележени бројем трчали су и у појединачним дисциплинама.

### Жене
| Атлетичарка          | Дисциплина       | Лични рекорд | Квалификације | Квалификације | Полуфинале            | Полуфинале            | Финале                | Финале             | Детаљи |
| Атлетичарка          | Дисциплина       | Лични рекорд | Резултат      | Место         | Резултат              | Место                 | Резултат              | Место              | Детаљи |
| -------------------- | ---------------- | ------------ | ------------- | ------------- | --------------------- | --------------------- | --------------------- | ------------------ | ------ |
| Патрицја Вићшкјевич  | 400 м            | 51,56        | 52,73         | 4. у гр. 2    | Није се квалификовала | Није се квалификовала | Није се квалификовала | 17 / 29            |        |
| Малгожата Холуб      | 400 м            | 51,95        | 52,00 КВ      | 2. у гр. 3    | 52,58 КВ              | 3. у гр. 1            | 51,84 ЛР              | 5 / 29             |        |
| Јустина Свјенти      | 400 м            | 52,22        | 52,43 кв      | 4. у гр. 4    | 52,85                 | 7. у гр. 2            | Није се квалификовала | 13 / 29            |        |
| Ангелика Ћихоцка     | 800 м            | 2:02,20      | 2:04,41       | 4. у гр. 3    | Није се квалификовала | Није се квалификовала | Није се квалификовала | 21 / 29 (30)       |        |
| Јоана Јозвик         | 800 м            | 2:01,32      | 2:01,61 КВ    | 3. у гр. 4    | 2:00,58 КВ, ЛР        | 2. у гр. 1            | 1:59,63 ЛР            |                    |        |
| Рената Плиш          | 1.500 м          | 4:03,50      | 4:10,33       | 2. у гр. 2    |                       |                       | 4:06,65               | 4 / 25             |        |
| Рената Плиш          | 5.000 м          | 15:18,75     |               |               |                       |                       | 15:48,58              | 12 / 16 (17)       |        |
| Каролина Јажињска    | 10.000 м         | 31:43,51 НР  | 32:40,98      | 13 / 24 (26)  |                       |                       |                       |                    |        |
| Каролина Колечек     | 100 м препоне    | 12,94        | 13,12 кв      | 6. у гр. 2    | 13,20                 | 8. у гр. 2            | Није се квалификовала | 15 / 30 (31)       |        |
| Joanna Linkiewicz    | 400 м препоне    | 55,98        | 57,12 КВ      | 2. у гр. 3    | 55,89 кв, ЛР          | 4. у гр. 2            | 56,59                 | 8 / 24 (26)        |        |
| Катажина Ковалска    | 3.000 м препреке | 9:26,93      | 9:52,66 кв    | 6. у гр. 2    |                       |                       | 9:43,09               | 7 / 21 (22)        |        |
| Малгожата Холуб²     | 4 х 400 м        | 3:24,49 НР   | 3:29,79 КВ    | 3. у гр. 2    | 3:25,73 НРС           | 5 / 16                |                       |                    |        |
| Патрицја Вићшкјевич² | 4 х 400 м        | 3:24,49 НР   | 3:29,79 КВ    | 3. у гр. 2    | 3:25,73 НРС           | 5 / 16                |                       |                    |        |
| Joanna Linkiewicz²   | 4 х 400 м        | 3:24,49 НР   | 3:29,79 КВ    | 3. у гр. 2    | 3:25,73 НРС           | 5 / 16                |                       |                    |        |
| Јустина Свјенти²     | 4 х 400 м        | 3:24,49 НР   | 3:29,79 КВ    | 3. у гр. 2    | 3:25,73 НРС           | 5 / 16                |                       |                    |        |
| Iga Baumgart*        | 4 х 400 м        | 3:24,49 НР   | 3:29,79 КВ    | 3. у гр. 2    | 3:25,73 НРС           | 5 / 16                |                       |                    |        |
| Агата Беднарек*      | 4 х 400 м        | 3:24,49 НР   | 3:29,79 КВ    | 3. у гр. 2    | 3:25,73 НРС           | 5 / 16                |                       |                    |        |
| Паулина Бузјак       | 20 км ходање     | 1:29:41      |               |               |                       |                       | Није завршила трку    | Није завршила трку |        |
| Агњешка Дигач        | 20 км ходање     | 1:28:58 НР   | 1:31:36       | 14 / 25 (29)  |                       |                       |                       |                    |        |
| Камила Лићвинко      | Скок увис        | 1,99 НР      | 1,89 кв       | 3. у гр. А    |                       |                       | 1,90                  | =9 / 22 (23)       |        |
| Јустина Каспжицка    | Скок увис        | 1,99 НР      | 1,89 кв       | 4. у гр. Б    | 1,99 =НР, =ЛР         | 4 / 22 (23)           |                       |                    |        |
| Ана Јагаћак          | Троскок          | 14,25        | 13,59         | 8. у гр. Б    | Није се квалификовала | 15 / 23               |                       |                    |        |
| Јоана Фјодоров       | Бацање кладива   | 74,39        | 71,33 КВ      | 2. у гр. А    | 73,67                 |                       |                       |                    |        |
| Анита Влодарчик      | Бацање кладива   | 78,46 НР     | 75,73 КВ      | 1. у гр. Б    | 78,76 РЕП, СРС, НР    |                       |                       |                    |        |

- Такмичарке у штафети обележене звездицом су се такмичиле у квалификацијама а такмичарке означене бројем учествовале су и у појединачним дисциплинама.

Седмобој
| Дисциплина    | Каролина Тимињска | Каролина Тимињска | Каролина Тимињска | Каролина Тимињска | Каролина Тимињска | Каролина Тимињска |
| Дисциплина    | Лич. рек.         | Резултат          | Бод.              | Плас.             | Укупно            | Плас.             |
| ------------- | ----------------- | ----------------- | ----------------- | ----------------- | ----------------- | ----------------- |
| 100 м препоне | 13,12             | 13,56             | 1.041             | 7                 |                   |                   |
| Скок увис     | 1,77              | 1,70              | 855               | 22                | 1.896             | 17.               |
| Бацање кугле  | 14,82             | 14,47             | 825               | 2                 | 2.721             | 14.               |
| 200 м         | 23,32             | 24,61             | 923               | 7                 | 3.644             | 11.               |
| Скок удаљ     | 6,63              | 6,07              | 871               | 10                | 4.515             | 10.               |
| Бацање копља  | 42,40             | 40,60             | 679               | 19                | 5.194             | 13.               |
| 800 м         | 2:05,21           | 2:11,84           | 938               | 2                 |                   |                   |
| Седмобој      | 6.544             |                   |                   |                   | 6.132             | 11 / 20 (24)      |